# عيدو نتنياهو
عيدو نتنياهو (بالعبرية: עדו נתניהו‏) (24 يوليو 1952-) طبيب ومؤلف وكاتب مسرحي إسرائيلي. وهو الشقيق الأصغر لبنيامين نتنياهو، رئيس الوزراء الحالي لإسرائيل, ويوناتان نتنياهو, الذي قُتل أثناء قيادة عملية عنتيبي لإنقاذ الرهائن في عام 1976 وكان من المحاربين القدامى الحاصلين على أوسمة عالية.

## سيرة شخصية
ولد عيدو نتنياهو في القدس, وهو ابن شيلا (ني سيغال, 1912-2000) والبروفيسور بن صهيون نتنياهو (1910-2012), وقضى جزءً من طفولته في الولايات المتحدة. ترك دراسته في جامعة كورنيل عام 1973 ليقاتل من أجل إسرائيل في حرب أكتوبر.
خدم نتنياهو في سيريت ماتكال من 1970 إلى 1976, وحدة القوات الخاصة الإسرائيلية, وكذلك فعل شقيقيه. وهو حاصل على دكتوراه في الطب من كلية الطب بالجامعة العبرية في القدس وأجرى تدريبًا بعد الدكتوراه في مستشفى جامعة جورج تاون, واشنطن العاصمة, ومركز ماونت سيناي الطبي, مدينة نيويورك. يعمل كطبيب أشعة بدوام جزئي, لكنه يكرس معظم وقته للكتابة.
منذ عام 2008, بعد تأليف العديد من الكتب, كان نتنياهو يركز على الكتابة المسرحية. ظهرت مسرحياته في جميع أنحاء العالم, بما في ذلك مسرحيات خارج برودواي في نيويورك وتل أبيب وسانت بطرسبرغ وموسكو وطشقند, من بين مدن أخرى. في الآونة الأخيرة, التقط المسرح الوطني الإسرائيلي حبيما في تل أبيب فيلمه Worlds In Collision (بالعربية:عوالم في تصادم).

## الحياة الشخصية
نتنياهو يعيش في هورنيل, نيويورك. هو متزوج وله ولدان.

## الأعمال المنشورة
- المنقذون (The Rescuers)- مجموعة قصصية منشورة بالعبرية
- معركة يوني الأخيرة: الإنقاذ في عنتيبي, 1976 (2002) - أعيد إصدارها لاحقًا باسم عنتيبي: لحظة محددة في الحرب على الإرهاب - قصة جوناثان نتنياهو, نُشرت بالعبرية والإنجليزية والروسية والصينية والإيطالية.
- إيتامار ك. - نُشرت بالعبرية والروسية والإيطالية, وهي رواية عن الموسيقى والحياة, ساخرة وشاعرية
- سايرت ماتكال في عنتيبي - نُشرت بالعبرية, وثائق ومقابلات حول المداهمة
- نهاية سعيدة - نُشرت باللغة الإيطالية, دراما, بعنوان "Un Lieto Fine" وباللغة الإنجليزية من قبل Playscripts, Inc.

## الأدوار
- نهاية سعيدة - عائلة يهودية تعيش في برلين, تفكر في معنى وعواقب الصعود الأخير للنازيين
- عوالم في تصادم - معركة عقول بين ألبرت أينشتاين وإيمانويل فيليكوفسكي
- المعنى - العلاقة بين الطبيب النفسي الشهير فيكتور فرانكل ومريض له, على خلفية الهولوكوست